# Glenea lacteomaculata
Glenea lacteomaculata é uma espécie de escaravelho da família Cerambycidae.